# 阿道夫·希特勒·烏諾納
阿道夫·希特勒·烏諾納（1965年—），納米比亞反種族隔離主義者和政治人物，在2004年、2010年、2015年和2020年11月26日當選為奧彭嘉選區議員。2020年他以85％的得票率贏得選舉。

## 姓名
由於與前德國納粹黨領袖阿道夫·希特勒同名，因此在2020年引起了全球互聯網的關注。儘管如此，直到他的青少年時期，他才完全意識到這種聯繫。他在接受德國報紙《图片报》採訪時說，“對我來說，這是一個完全正常的名字。直到我長大後，我才意識到；這個男人想征服整個世界這件事與我無關。我父親以這個人的名字命名。他可能不明白阿道夫·希特勒的立場。” 此外，他補充說：“這並不意味著我正在爭取統治世界。”烏努納還說，他的妻子，朋友和家人只是通過阿道夫（Adolf）來稱呼他，而省略了“希特勒”。他指出，正式更改他的名字為時已晚，因為他需要在正式文件中使用其全名。此後，烏努納拒絕對此話題發表進一步評論，表示關於他的名字爭議分散了他的工作。同時，他也對部分國際媒體刻意將他的照片與阿道夫·希特勒並列表示不滿。